# Hieracium obtextum
Hieracium obtextum es una especie de planta con flor del género Hieracium, de la familia Asteraceae, orden Asterales.

## Distribución
Hieracium obtextum se distribuye por Noruega, Suecia y Finlandia.

## Taxonomía
Fue descrita científicamente por Dahlst. ex Johanss.